# Петтер Бельсвік
Петтер Бельсвік (норв. Petter Belsvik, нар. 2 жовтня 1967, Ліллегаммер) — норвезький футболіст, що грав на позиції нападника. По завершенні ігрової кар'єри — тренер.
Забивши в Тіппелізі 159 голів, він став третім бомбардиром в історії турніру після Сігурда Русфельдта і Гаральда Мартіна Браттбака. При цьому він ніколи не грав за збірну Норвегії і не був найкращим бомбардиром сезону у чемпіонаті.

## Ігрова кар'єра
У дорослому футболі дебютував 1984 року виступами за команду «Ліллегаммер», у якій не став основним гравцем, взявши участь лише у 8 матчах чемпіонату. Після цього протягом 1985—1988 років захищав кольори команди клубу «Фаберг».
Своєю грою за останню команду привернув увагу представників тренерського штабу клубу «Молде», до складу якого приєднався 1989 року. Відіграв за команду з Молде наступні три сезони своєї ігрової кар'єри. Більшість часу, проведеного у складі «Молде», був основним гравцем атакувальної ланки команди і одним з головних бомбардирів команди, маючи середню результативність на рівні 0,42 голу за гру першості.
Згодом грав у складі клубів «Гамаркамератене» та «Старт» (Крістіансанн), при цьому з останнього здавався в оренди в данський «Ольборг» та англійський «Саутенд Юнайтед», де провів по кілька матчів.
1996 року уклав контракт з клубом «Стабек», у складі якого провів наступні чотири роки своєї кар'єри гравця. Граючи у складі «Стабека» також здебільшого виходив на поле в основному складі команди. і був серед найкращих голеадорів, відзначаючись забитим голом в середньому щонайменше у кожній третій грі чемпіонату. Крім цього 1997 року недовго пограв в оренді за «Аустрію» (Відень).
2000 року перейшов у «Русенборг», з яким двічі виборював титул чемпіона Норвегії у 2000 та 2001 роках, але основним гравцем не був і в подальшому виступав за «Волеренгу».
Завершив професійну ігрову кар'єру у клубі «Ліллестрем», за який виступав протягом 2003 року.

## Кар'єра тренера
Після закінчення кар'єри він став асистентом головного тренера в «Стабеку». Після того, як клуб став чемпіоном в 2008 році, Бельсвік покинув посаду і став помічником Геннінга Берга у «Ліллестремі», а після уходу Берга в 2011 році недовго був тимчасовим головним тренером команди.
На початку 2012 року очолив «Стабек», з яким у першому сезоні зайняв останнє 16 місце і понизився у класі, втім наступного року клуб став другий і повернувся в елітний норвезький дивізіон, після чого Бельсвік покинув клуб.
З 2014 року очолює тренерський штаб команди «Фрам Ларвік».

## Титули і досягнення
- Чемпіон Норвегії (2):

«Русенборг»: 2000, 2001
- Володар Кубка Норвегії (2):

«Стабек»: 1998
«Волеренга»: 2002